# Município de Clarksfield (condado de Huron, Ohio)
Localização do Ohio nos E.U.A.
O município de Clarksfield (em inglês: Clarksfield Township) é um local localizado no condado de Huron no estado estadounidense de Ohio. No ano 2010 tinha uma população de 1625 habitantes e uma densidade populacional de 23,65 pessoas por km².

## Geografia
O município de Clarksfield encontra-se localizado nas coordenadas 41° 10′ 46″ N, 82° 24′ 02″ O. Segundo a Departamento do Censo dos Estados Unidos, o município tem uma superfície total de 68.71 km², da qual 68,4 km² correspondem a terra firme e (0,46 %) 0,31 km² é água.

## Demografia
Segundo o censo de 2010, tinha 1625 pessoas residindo no município de Clarksfield. A densidade de população era de 23,65 hab./km².